# NGC 1652
NGC 1652 är en öppen stjärnhop i Stora magellanska molnet i stjärnbilden Svärdfisken. Den upptäcktes år 1834 av John Herschel.